# Papa’s Delicate Condition
Papa's Delicate Condition ist eine amerikanische Filmkomödie von 1963 mit Jackie Gleason und Glynis Johns in den Hauptrollen. Er war eine Adaption der gleichnamigen Memoiren von Corinne Griffith über ihren Vater und ihr Aufwachsen in Texarkana, Texas. Jimmy Van Heusen (Musik) und Sammy Cahn (Text) gewannen für Call Me Irresponsible einen Academy Award für den besten Originalsong.
Ein weiterer Cahn/Van Heusen-Song, Walking Happy, wurde in einer Szene verwendet, in der Gleason und seine Tochter Linda Bruhl eine Straße entlanggehen, während er über die Menschen singt, denen sie unterwegs begegnen. Die Szene wurde jedoch vor der Veröffentlichung des Films herausgeschnitten. Das Lied wurde später in einem Broadway-Musical gleichen Namens verwendet.

## Handlung
Jack Griffith, von allen nur „Papa“ genannt, ist ein Familienvater in einer texanischen Stadt, aber ein verantwortungsloser Exzentriker, vor allem, wenn er einen über den Durst getrunken hat. Um seine sechsjährige Tochter Corinne zu beeindrucken, gibt er die Ersparnisse der Familie für einen eigenen Zirkus aus, nur damit die Kleine ein eigenes Pony bekommt. Seine älteste Tochter Augusta ist verzweifelt, als ihr Vater unter Alkoholeinfluss dubiose Geschäfte tätigt. Dies führt zu Streitigkeiten im Hause Griffith, woraufhin der Vater ihres Verehrers (der örtliche Bankpräsident) seinem Sohn den Umgang mit Griffith verbietet. Nachdem seine Verschwendungssucht die Griffiths in Schulden gestürzt hat, packt Ehefrau Ambolyn Augusta und Corinne ein und zieht nach Texarkana, Texas, wo ihr Vater, Anthony Ghio, Bürgermeister ist. Jack versucht, Anthony mit seinem Zirkus bei der Wiederwahl zu helfen, doch Ambolyn bricht sich dabei versehentlich die Hand. Verzweifelt reist er nach Louisiana. Von seiner Familie sieht und hört er kaum noch etwas. Als er einen Versöhnungsversuch wagt, zögert Papa, weil er glaubt, dass die Griffiths nichts mehr mit ihm zu tun haben wollen, aber er wird mit offenen Armen empfangen.

## Produktion
Der Roman wurde 1952 veröffentlicht. Paramount Pictures kaufte 1953 die Filmrechte und beauftragte Henry und Phoebe Ephron mit der Adaption. Im Jahr 1955 wurde angekündigt, dass Fred Astaire die Hauptrolle spielen und der Film als Musical umgesetzt werden sollte. Die Dreharbeiten wurden jedoch verschoben, damit Astaire Seidenstrümpfe drehen konnte. Die Dreharbeiten verzögerten sich bis 1962, wobei Jack Rose nun das Drehbuch schrieb und Jackie Gleason die Hauptrolle spielte.
Zwei Lieder, die Sammy Cahn und Jimmy Van Heusen für den geplanten Astaire-Film geschrieben hatten, wurden zusammen mit einem neuen Lied, Bill Bailey, verwendet.
„Es ist ein einfacher Film“, sagt Gleason, „aber ich brauchte so etwas nach Die Faust im Gesicht, Haie der Großstadt und Gigot.“
Die Rolle des jungen Mädchens wurde von Linda Bruhl gespielt, die bisher vor allem Erfahrungen in der Fernsehwerbung gesammelt hatte.

## Veröffentlichung
Zur New Yorker Preview kam Linda Bruhl in Begleitung von einem FBI-Agenten, was Jackie Gleason beunruhigte. Es stellte sich aber heraus, dass es ihr Vater war.